# Nantucket
Pour les articles homonymes, voir Nantucket (homonymie).
Nantucket est une île américaine située dans l'océan Atlantique, à vingt et un kilomètres au sud de la presqu'île du cap Cod, cette dernière étant à une centaine de kilomètres au sud-est de Boston. Administrativement, l'île forme avec les deux petites îles voisines de Tuckernuck et Muskeget (en) le territoire de la ville de Nantucket ainsi que le comté de Nantucket qui relève de l'État du Massachusetts. Son nom, dérivé d'un dialecte algonquien, signifie Pays lointain.
L'île est classée comme site historique aux États-Unis et attire de nombreux touristes. La population passe de 10 000 à 50 000 résidents en été. L'île est aisément accessible toute l'année par ferry-boat à partir de différents points de la côte nord-est des États-Unis.
Nantucket possède l'aéroport Nantucket Memorial Airport encore appelé Ackerly Field et la compagnie aérienne Nantucket Airlines.

## Géologie et géographie

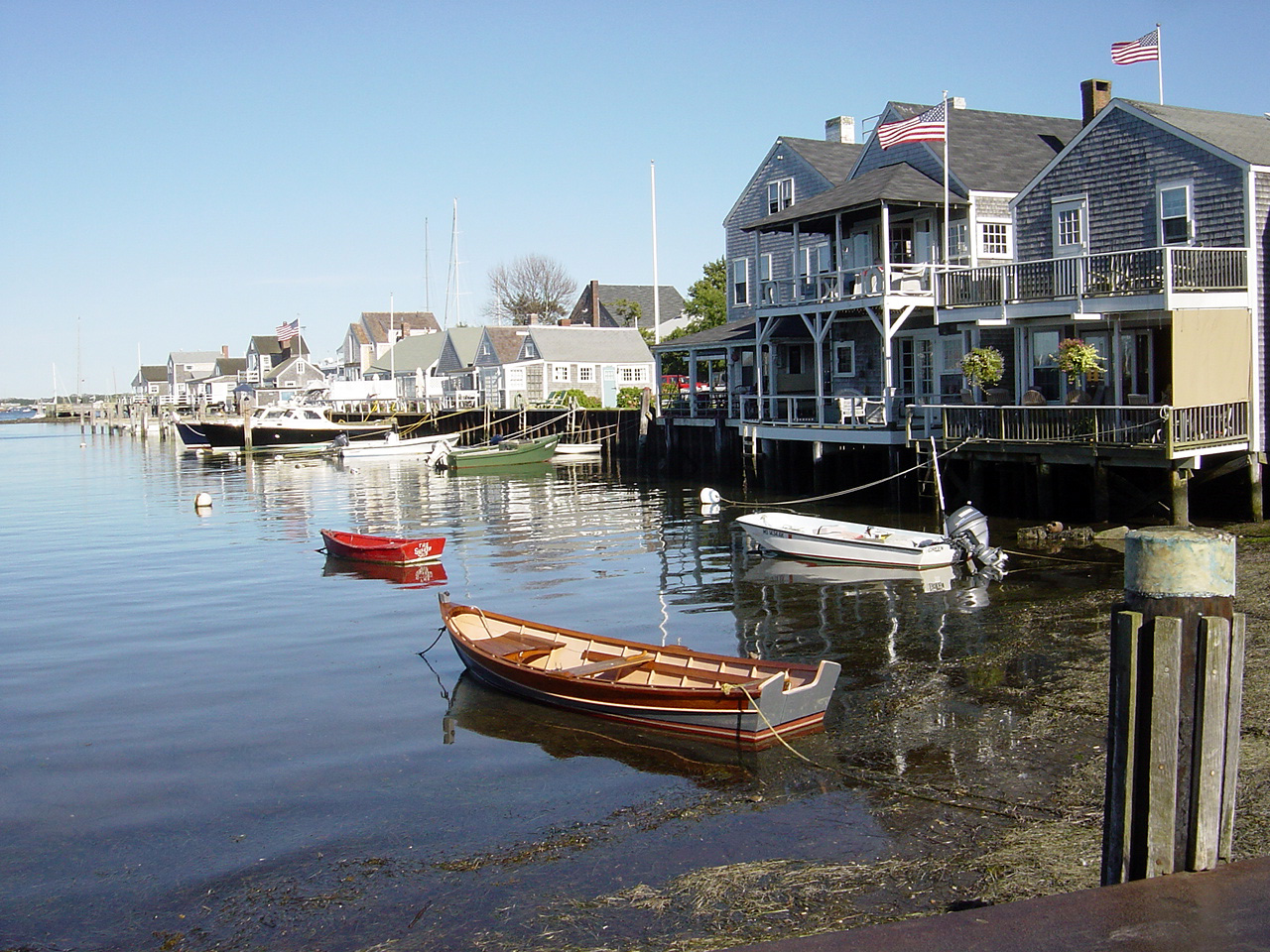
Le port.

Nantucket a été formée par l'ultime avancée de la calotte glaciaire des Laurentides, durant le dernier maximum glaciaire. Les faibles hauteurs qui dominent le nord de l'île sont constituées de moraines qui se sont déposées au cours d'une période durant laquelle le front du glacier était stationnaire. La partie sud de l'île est une plaine d'épandage, inclinée vers le sud depuis l'arc de moraines formant le nord de l'île. Son bord méridional a été façonné par les actions de tri et de transport du courant marin longeant le littoral. Nantucket est devenu une île il y a de cela environ 6 000 à 5 000 ans, à la suite de la hausse généralisée du niveau des mers. La baie Buzzards qui sépare l'île du continent a alors été noyée sous les eaux.
L'île a une superficie totale de 124 km2. Le point le plus élevé est Sankaty Head qui culmine à 34 mètres au-dessus du niveau de la mer.

## Climat
| Mois                                  | jan.     | fév.     | mars     | avril   | mai     | juin    | jui.    | août    | sep.    | oct.    | nov.    | déc.     | année            |
| ------------------------------------- | -------- | -------- | -------- | ------- | ------- | ------- | ------- | ------- | ------- | ------- | ------- | -------- | ---------------- |
| Température minimale moyenne (°C)     | −3       | −2,8     | −0,3     | 3,8     | 8,3     | 13,2    | 17      | 16,9    | 13,9    | 9,2     | 4,4     | 0,1      | 6,7              |
| Température moyenne (°C)              | 0,6      | 0,8      | 3,3      | 7,5     | 12,1    | 16,8    | 20,6    | 20,6    | 17,6    | 12,9    | 8       | 3,7      | 10,4             |
| Température maximale moyenne (°C)     | 4,2      | 4,5      | 6,8      | 11,2    | 15,9    | 20,4    | 24,1    | 24,3    | 21,3    | 16,6    | 11,6    | 7,3      | 14               |
| Record de froid (°C) date du record   | −19 2004 | −19 2016 | −14 1972 | −7 1982 | −2 1972 | 2 1976  | 8 2009  | 4 1965  | 1 1973  | −6 1966 | −9 2000 | −19 1962 | −19 1962 et 2004 |
| Record de chaleur (°C) date du record | 17 1967  | 15 2017  | 19 2012  | 28 2009 | 29 2007 | 33 2012 | 33 1964 | 38 1975 | 30 2018 | 28 2011 | 23 1971 | 17 2015  | 38 1975          |
| Précipitations (mm)                   | 80,8     | 72,1     | 97,5     | 91,4    | 75,7    | 76,2    | 69,1    | 76,2    | 91,2    | 111,5   | 96,3    | 99,8     | 1 037,8          |
| dont neige (cm)                       | 18,8     | 21,6     | 16,8     | 2       | 0       | 0       | 0       | 0       | 0       | 0       | 0,5     | 14,7     | 74,7             |
| Nombre de jours avec précipitations   | 11,6     | 10,2     | 10,5     | 11,9    | 11,7    | 11,6    | 11,9    | 13,1    | 12,5    | 13,1    | 10,9    | 12,4     | 141,4            |

| Diagramme climatique                                  |             |             |             |             |              |            |              |              |              |             |            |
| J                                                     | F           | M           | A           | M           | J            | J          | A            | S            | O            | N           | D          |
| 4,2−380,8                                             | 4,5−2,872,1 | 6,8−0,397,5 | 11,23,891,4 | 15,98,375,7 | 20,413,276,2 | 24,11769,1 | 24,316,976,2 | 21,313,991,2 | 16,69,2111,5 | 11,64,496,3 | 7,30,199,8 |
| Moyennes : • Temp. maxi et mini °C • Précipitation mm |             |             |             |             |              |            |              |              |              |             |            |

## Histoire

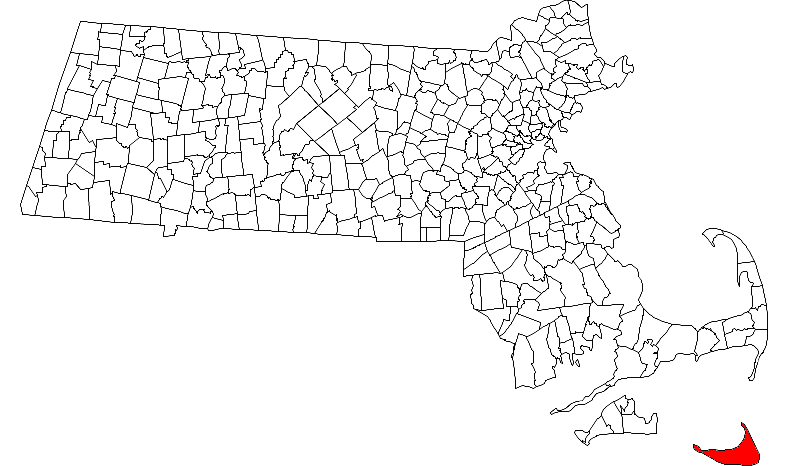
L'île de Nantucket (en rouge)

Drapeau de Nantucket

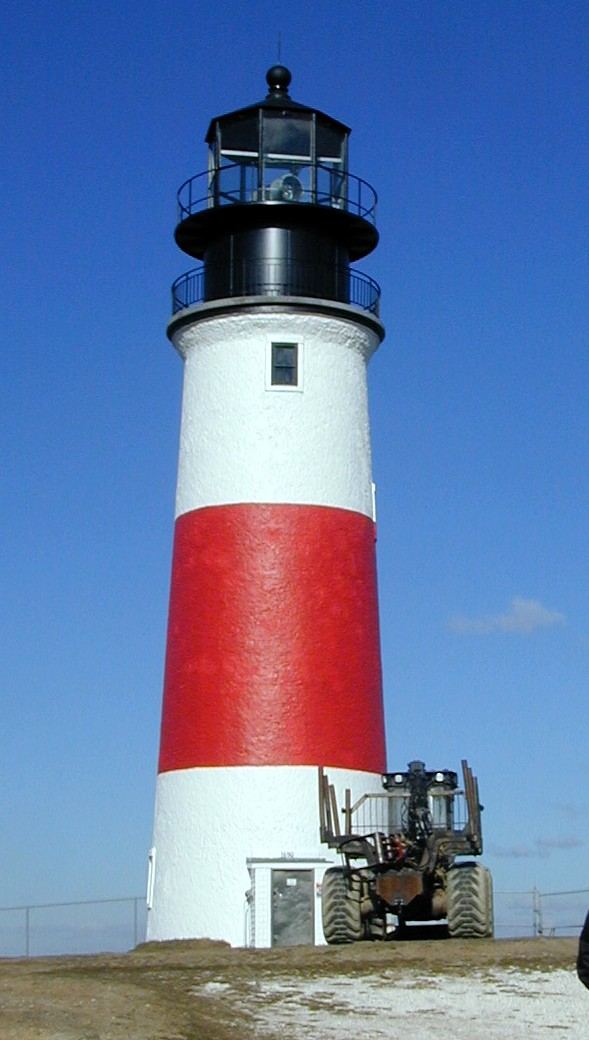
Phare de Sankaty Head à l'est de Nantucket

En 1602, lors d'un voyage, le capitaine anglais Bartholomew Gosnold, originaire de Falmouth, aperçut l'île. Les indigènes étaient des Amérindiens Wampanoags qui y vécurent paisiblement jusqu'en 1641, date à laquelle les autorités anglaises conférèrent à Thomas Mayhew (en) et son fils l'exploitation, de la côte du Maine jusqu'à New York.
Comme les Européens commençaient à s'établir au cap Cod, l'île de Nantucket devint un refuge pour les Amérindiens de la région. Ceux-ci furent bien accueillis comme main-d'œuvre pour pêcher et découper les baleines sur le rivage.
Le peuplement européen de Nantucket commença en 1659, à la suite de l'achat de l'île à la famille Mayhew par neufs colons anglais, dont le capitaine Christopher Hussey (en), Tristram Coffin (en), Thomas Macy (en) et Stephen Greenleaf (en), et devint rapidement le principal port de pêche à la baleine de la côte Est, faisant la prospérité du comté de Nantucket.
À partir de 1850, la pêche à la baleine est sur le déclin, entraînant une crise économique sur l'île, amplifiée par le grand incendie de 1846 qui dévasta la principale ville. L'ensablement du port fut aussi une des causes de l'émigration qui toucha alors l'île.
Sur l'ile de Nantucket est enterré, aux côtés de son épouse, Karl Landsteiner, le médecin américain d'origine autrichienne qui a découvert les groupes sanguins A, B et O et qui est décédé à New York le 26 juin 1943.
Le sous-développement et l'isolement de l'île durèrent jusqu'au milieu du XXe siècle et contribuèrent à conserver de nombreuses demeures antérieures à la guerre civile. Dans les années 1950, des entrepreneurs commencèrent à restaurer une grande partie de l'île, attirant de riches habitants du Nord-Est des États-Unis. Ce fort développement peut être comparé à celui de sa voisine Martha's Vineyard qui lui a servi de modèle.

## Culture

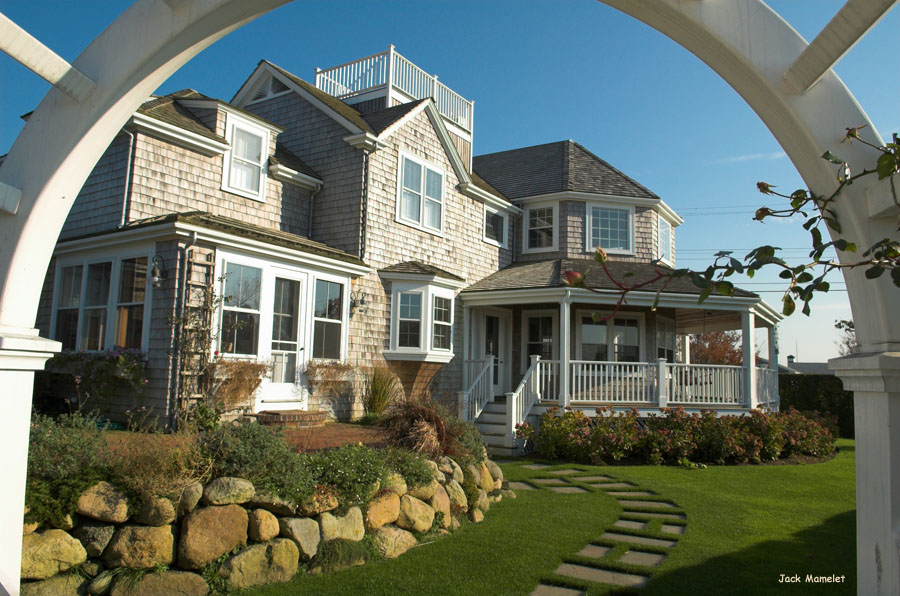
Nantucket Gardens

- Le personnage principal des Aventures d'Arthur Gordon Pym de Nantucket (The Narrative of Arthur Gordon Pym of Nantucket, 1838) d'Edgar Allan Poe est originaire de Nantucket.
- Il est beaucoup question de Nantucket dans Moby Dick d'Herman Melville (1851). Elle est le port d'attache du baleinier Péquod.
- L'île était également le port d'attache du baleinier l'Essex, navire coulé dans le Pacifique par un grand cachalot. C'est cette histoire qui a insipré Herman Melville pour son Moby Dick. Le film Au cœur de l'océan relate cette histoire en se basant sur le roman de Nathaniel Philbrick.
- La crique Nantucket, une crique gelée de 11 km de large sur 24 km le long de la côte sud-Est de la Terre de Palmer (Antarctique), découverte le 30 décembre 1940, fut nommée en souvenir de Nantucket.
- J. M. G. Le Clézio fait plusieurs fois référence au phare de Nantucket dans Pawana, œuvre inspirée de la vie d'un baleinier légendaire, Charles Melville Scammon.
- Le film Un été 42 se déroule sur l'île de Nantucket.
- Dans le sixième film de Quentin Tarantino, Inglourious Basterds, le colonel SS Hans Landa, joué par Christoph Waltz, demande, entre autres, dans les termes de sa reddition, une propriété située à Nantucket.
- La sitcom américaine Wings (1990-1997) se déroule sur l'île de Nantucket. La majeure partie de l'action de la série se déroule à l'aéroport de Nantucket.
- Dans Gossip Girl, les nouveaux personnages, les triplés Carlyle, Avery, Baby et Owen, sont originaires de Nantucket.
- La chanson The Downeaster 'Alexa' de Billy Joel fait référence à l'île de Nantucket.
- Dans l'épisode Tout un roman des Simpson (Saison 15 épisode 10), l'histoire créée par Marge se déroule sur l'île de Nantucket.
- Le clip d'Alain Chamfort, Ça ne sera pas moi (1991), a été tourné sur l'île de Nantucket.
- Le 18 juin 1964 dans la matinée, au terme de sa première Transat anglaise en solitaire entre Plymouth (Grande-Bretagne) et Newport (États-Unis), Éric Tabarly double le bateau-feu de Nantucket, qui marque la ligne d'arrivée au large de Newport. Il croit entendre un matelot lui crier, au loin, qu'il est le premier (« You are the first ! ») (Victoire en solitaire, Atlantique 1964, ed. Arthaud 2012,  (ISBN 978-2-08-125992-8)).
- Le générique de présentation de la série L'Île de l'étrange fait clairement référence à l'île de Nantucket.
- Les romans d'amour d'Elin Hilderbrand se déroulent à Nantucket et dans les environs
- Dans le film La Guerre des Rose, la rencontre initiale des deux personnages principaux de l'histoire a lieu sur l'île de Nantucket
- Le livre Séquioas de Michel Moutot (Edition Le Seuil. 2018. 492 p.  (ISBN 978-2-02-138507-6)) se déroule dans sa première partie à Nantucket au milieu du XIXe siècle. Il conte l'histoire d'une famille de chasseurs de baleines, les frères Fleming, natifs de l'île de Nantucket, qui vont répondre à l'appel de l'or venu de Californie. Le récit met en lumière le rôle majeur de l'île dans le lucratif commerce de l'huile de baleine, puis l'amorce du déclin de cette activité.
- La mini-série télévisée Un couple parfait, sortie sur Netflix le 5 septembre 2024, se déroule à Nantucket.

## Jumelage
- Beaune (France)

## Aspects sanitaires
- L'île détiendrait le record du nombre de déclaration annuelle de cas d'une maladie émergente, la maladie de Lyme[4] ; les raisons écoépidémiologiques de ce phénomène sont encore mal comprises ; elles pourraient en partie au moins être expliquées par le réchauffement climatique et par une attention accrue accordée à la maladie qui ferait qu'elle est mieux diagnostiquée. En 2010, l'incidence annuelle de la borréliose de Lyme approchait dans l'île les 1 000 cas pour 100 000 habitants (douze fois plus qu'en Suisse, à titre de comparaison)[4].

La prévalence de la babésiose est également très élevée et les tiques peuvent transmettre conjointement ces deux maladies (co-infection).

### Publications
- Le chapitre 14 du roman de Herman Melville, Moby-Dick, comporte une description frappante de cette ville.
- Émile Joseph Belot, Nantucket : étude sur les diverses sortes de propriétés primitives, Paris, E. Leroux, 1884 (OCLC 489735718, SUDOC 010174559).